# 달전초등학교
달전초등학교는 대한민국 경상북도 포항시 북구 흥해읍 이인리에 있는 초등학교다.

## 학교 연혁
- 1936.09.01 달전공립보통학교 개교 (설립인가 7월 18일)
- 1958.04.01 자명국민학교 분리
- 1983.03.01 병설유치원 설립인가
- 1994.03.01 초곡분교장 통폐합
- 2010.03.01 학천초등학교 개교와 함께 분리 이관
- 2010.11 다목적 강당 달인관 개관
- 2011.01. 과학실, 영어실, 보건실, 돌봄교실 설치 및 현대화
- 2013.02. 제74회 졸업(졸업생 수:79명, 전체 졸업생 수:5929명)
- 2014.02. 제75회 졸업(졸업생 수:74명, 전체졸업생 수:6003명)
- 2014.09.01. 김태숙 교장 부임
- 2015.02.06. 제76회 졸업(졸업생 수: 64명, 전체졸업생수: 6067명)